# Hannah Wilkinson
Hannah Lillian Wilkinson (Whangārei, 28 maggio 1992) è una calciatrice neozelandese, attaccante del Melbourne City e della nazionale neozelandese.

## Carriera

### Club
Hannah Wilkinson si appassiona al calcio fin da giovanissima e dal 2002, mentre frequenta la Kamo High School, inizia a giocare nella formazione di calcio femminile dell'istituto di Kamo. In seguito gioca per il North Force e, dal 2010 al 2011 nel Glenfield Rovers, dove vince due titoli della Northern Region Premier Womens League neozelandese e raggiunge nel 2010 i quarti di finale della Chatham Cup.
Nel 2012 decide di trasferirsi negli Stati Uniti d'America per terminare gli studi all'Università del Tennessee. Da quell'anno è inserita nella squadra di calcio universitario femminile, le Tennessee Volunteers, dove gioca nella Southeastern Conference della NCAA Division I fino al 2016, con un anno di pausa forzata a causa di un grave infortunio che la allontanerà dai campi da gioco per tutta la stagione 2015. Durante quel periodo colleziona alcuni riconoscimenti e premi individuali.
Nel 2017 decide di trasferirsi in Europa, sottoscrivendo un contratto con il Vittsjö per giocare in Damallsvenskan, il massimo livello del campionato svedese femminile di calcio, la stagione entrante. Con la società svedese rimane per due stagioni, migliore risultato in campionato nella stagione 2018 con il 9º posto, maturando complessivamente 35 presenze e siglando 3 reti, la prima delle quali è quella che apre le marcature il 23 agosto 2027 nell'incontro poi pareggiato per 1-1 con le avversarie del Template:Calcio femminile Kristianstad.
Libera da vincoli contrattuali, nell'estate 2019 si trasferisce allo Sporting Lisbona per disputare il Campeonato Nacional, livello di vertice del campionato portoghese. Con le lusitane gioca un campionato di vertice, contendendosi il trofeo e l'accesso alla UEFA Women's Champions League con il Benfica prima che la pandemia di COVID-19 in Portogallo costringa la FPF prima sospendere e poi a cancellare la stagione. Wilkinson si rivela tra le protagoniste della stagione, seconda marcatrice della squadra con 12 reti dietro alla compagna di squadra e nazionale brasiliana Raquel Fernandes (14), tuttavia pur a pari punti (42) per la migliore differenza reti il campionato viene aggiudicato al Benfica, con Wilkinson e compagne costrette ad accontentarsi del piazzamento di rincalzo.
Durante il calciomercato estivo 2020 decide di tornare in Svezia, sottoscrivendo un contratto con il Djurgården.

### Nazionale
Dal gennaio 2010 Wilkinson viene convocata dalla NZF per rappresentare la Nuova Zelanda nella formazione Under-20 che sotto la guida del selezionatore John Herdman partecipa all'edizione 2010 del Campionato oceaniano femminile Under 20 di calcio, mettendosi in luce già dalla prima partita del torneo dove segna una tripletta alle avversarie delle Samoa Americane e con le successive due si colloca seconda nella classifica marcatrici dietro a Rosie White. In quell'occasione La Nuova Zelanda vince il torneo garantendosi l'accesso alle fasi finali del Mondiale di categoria 2010.
Nell'estate 2010 viene quindi inserita nella rosa che partecipa al Mondiale U-20 in Germania dove la squadra viene inserita nel Gruppo C, venendo impiegata in tutte e tre le partite giocate dalla Nuova Zelanda e dove segna la prima rete della squadra nella partita del 13 luglio, quella del parziale 1-0 sulle avversarie della Svezia, incontro poi terminato per 2-1 per le svedesi.
Grazie all'età continua a vestire la maglia dell'Under-20 venendo nuovamente convocata per l'edizione 2012 del Campionato oceaniano di categoria, vinto anche in questa occasione, quindi nell'Mondiale del Giappone 2012.
Nel frattempo, grazie alle prestazioni espresse nei tornei giovanili, Wilkinson viene inserita nella rosa per l'amichevole che il 17 febbraio 2010 la Nazionale maggiore gioca con l'Australia, quindi convocata per la Cyprus Cup.
Per la sua prima apparizione in un torneo FIFA deve attendere la convocazione per il Mondiale di Germania 2011 dove la Nuova Zelanda è inserita nel Gruppo B con Giappone, Inghilterra e Messico. Wilkinson scende in campo in tutte e tre le partite disputate dalla squadra, segnando la sua unica rete del torneo nell'ultima partita al 94', decisiva per agguantare il pareggio per 2-2 con le avversarie del Messico ma che è per entrambe ininfluente per il passaggio ai quarti di finale.
Ottenuta la qualificazione per il torneo di calcio femminile ai Giochi della XXX Olimpiade, Wilkinson è inserita nella rosa della squadra che rappresenta la Nuova Zelanda a Londra 2012.
Ottenuta nuovamente la vittoria alla Coppa delle nazioni oceaniane femminile 2014, la Nazionale neozelandese accede nuovamente alla fase finale del Mondiale e Wilkinson è tra le selezionate dal responsabile Tony Readings nella lista emessa dalla federazione neozelandese il 14 maggio per Canada 2015. La Nuova Zelanda, inserita nel Gruppo A con Canada, Cina e Paesi Bassi, non riesce a superare la fase a gironi, pareggiando due incontri e perdendone uno, classificandosi così al quarto posto con due punti. Anche in questo Mondiale Wilkinson scende in campo tutte le volte e riesce nuovamente a siglare una rete nel torneo, quella della partita del 15 giugno 2015 giocata con la Cina e con la quale al 64' fissa sul 2-2 il risultato finale.

## Statistiche

### Cronologia presenze e reti in nazionale
| Cronologia completa delle presenze e delle reti in nazionale ― Nuova Zelanda | Cronologia completa delle presenze e delle reti in nazionale ― Nuova Zelanda | Cronologia completa delle presenze e delle reti in nazionale ― Nuova Zelanda | Cronologia completa delle presenze e delle reti in nazionale ― Nuova Zelanda | Cronologia completa delle presenze e delle reti in nazionale ― Nuova Zelanda | Cronologia completa delle presenze e delle reti in nazionale ― Nuova Zelanda | Cronologia completa delle presenze e delle reti in nazionale ― Nuova Zelanda | Cronologia completa delle presenze e delle reti in nazionale ― Nuova Zelanda |
| Data                                                                         | Città                                                                        | In casa                                                                      | Risultato                                                                    | Ospiti                                                                       | Competizione                                                                 | Reti                                                                         | Note                                                                         |
| ---------------------------------------------------------------------------- | ---------------------------------------------------------------------------- | ---------------------------------------------------------------------------- | ---------------------------------------------------------------------------- | ---------------------------------------------------------------------------- | ---------------------------------------------------------------------------- | ---------------------------------------------------------------------------- | ---------------------------------------------------------------------------- |
| 6-6-2015                                                                     | Edmonton                                                                     | Nuova Zelanda                                                                | 0 – 1                                                                        | Paesi Bassi                                                                  | Mondiali 2015 - 1º turno                                                     | -                                                                            |                                                                              |
| 11-6-2015                                                                    | Edmonton                                                                     | Canada                                                                       | 0 – 0                                                                        | Nuova Zelanda                                                                | Mondiali 2015 - 1º turno                                                     | -                                                                            | 89’                                                                          |
| 15-6-2015                                                                    | Winnipeg                                                                     | Cina                                                                         | 2 – 2                                                                        | Nuova Zelanda                                                                | Mondiali 2015 - 1º turno                                                     | 1                                                                            |                                                                              |
| 7-4-2016                                                                     | Utrecht                                                                      | Paesi Bassi                                                                  | 2 – 0                                                                        | Nuova Zelanda                                                                | Amichevole                                                                   | -                                                                            | 65’                                                                          |
| 4-6-2016                                                                     | Salvador                                                                     | Brasile                                                                      | 2 – 0                                                                        | Nuova Zelanda                                                                | Amichevole                                                                   | -                                                                            | 90’                                                                          |
| 7-6-2016                                                                     | Belo Horizonte                                                               | Australia                                                                    | 1 – 1                                                                        | Nuova Zelanda                                                                | Amichevole                                                                   | 1                                                                            |                                                                              |
| 28-7-2016                                                                    | Rio de Janeiro                                                               | Nuova Zelanda                                                                | 4 – 1                                                                        | Sudafrica                                                                    | Amichevole                                                                   | 2                                                                            | 71’                                                                          |
| 26-2-2017                                                                    | Auckland                                                                     | Nuova Zelanda                                                                | 2 – 3                                                                        | Scozia                                                                       | Amichevole                                                                   | 1                                                                            | 46’                                                                          |
| 2-3-2017                                                                     | Vienna                                                                       | Austria                                                                      | 3 – 0                                                                        | Nuova Zelanda                                                                | Amichevole                                                                   | -                                                                            |                                                                              |
| 5-3-2017                                                                     | North Shore                                                                  | Nuova Zelanda                                                                | 0 – 2                                                                        | Corea del Sud                                                                | Amichevole                                                                   | -                                                                            | 82’                                                                          |
| 8-3-2017                                                                     | Tauranga                                                                     | Nuova Zelanda                                                                | 2 – 0                                                                        | Ungheria                                                                     | Amichevole                                                                   | 1                                                                            |                                                                              |
| 16-9-2017                                                                    | Dallas                                                                       | Stati Uniti                                                                  | 3 – 1                                                                        | Nuova Zelanda                                                                | Amichevole                                                                   | 1                                                                            |                                                                              |
| 20-9-2017                                                                    | Cincinnati                                                                   | Stati Uniti                                                                  | 5 – 0                                                                        | Nuova Zelanda                                                                | Amichevole                                                                   | -                                                                            | 35’ 89’                                                                      |
| 28-11-2017                                                                   | Bangkok                                                                      | Thailandia                                                                   | 0 – 5                                                                        | Nuova Zelanda                                                                | Amichevole                                                                   | 1                                                                            | 60’                                                                          |
| 6-3-2018                                                                     | Lower Hutt                                                                   | Nuova Zelanda                                                                | 0 – 2                                                                        | Scozia                                                                       | Amichevole                                                                   | -                                                                            | 90+3’                                                                        |
| 10-6-2018                                                                    | Wellington                                                                   | Nuova Zelanda                                                                | 1 – 3                                                                        | Giappone                                                                     | Amichevole                                                                   | 1                                                                            |                                                                              |
| 16-10-2018                                                                   | Napier                                                                       | Nuova Zelanda                                                                | 6 – 0                                                                        | Isole Cook                                                                   | Qual. Mondiali 2019                                                          | 1                                                                            | 72’                                                                          |
| 24-11-2018                                                                   | Hamilton                                                                     | Nuova Zelanda                                                                | 10 – 0                                                                       | Figi                                                                         | Qual. Mondiali 2019                                                          | 3                                                                            | 81’                                                                          |
| 11-10-2018                                                                   | Auckland                                                                     | Nuova Zelanda                                                                | 11 – 0                                                                       | Tonga                                                                        | Qual. Mondiali 2019                                                          | 2                                                                            | 75’                                                                          |
| 28-11-2018                                                                   | Dunedin                                                                      | Nuova Zelanda                                                                | 8 – 0                                                                        | Nuova Caledonia                                                              | Qual. Mondiali 2019                                                          | 1                                                                            | 46’                                                                          |
| 1-12-2018                                                                    | Suva                                                                         | Figi                                                                         | 0 – 8                                                                        | Nuova Zelanda                                                                | Qual. Mondiali 2019                                                          | 2                                                                            |                                                                              |
| 17-5-2019                                                                    | Saint Louis                                                                  | Stati Uniti                                                                  | 5 – 0                                                                        | Nuova Zelanda                                                                | Amichevole                                                                   | -                                                                            | 78’                                                                          |
| 22-5-2019                                                                    | Guadalajara                                                                  | Messico                                                                      | 1 – 2                                                                        | Nuova Zelanda                                                                | Amichevole                                                                   | 1                                                                            |                                                                              |
| 1-6-2019                                                                     | Brighton                                                                     | Inghilterra                                                                  | 0 – 1                                                                        | Nuova Zelanda                                                                | Amichevole                                                                   | -                                                                            | 63’                                                                          |
| 4-6-2019                                                                     | Cardiff                                                                      | Galles                                                                       | 1 – 0                                                                        | Nuova Zelanda                                                                | Amichevole                                                                   | -                                                                            | 46’                                                                          |
| 11-6-2019                                                                    | Le Havre                                                                     | Nuova Zelanda                                                                | 0 – 1                                                                        | Paesi Bassi                                                                  | Mondiali 2019 - 1º turno                                                     | -                                                                            | 75’                                                                          |
| 20-6-2019                                                                    | Montpellier                                                                  | Camerun                                                                      | 2 – 1                                                                        | Nuova Zelanda                                                                | Mondiali 2019 - 1º turno                                                     | -                                                                            | 68’                                                                          |
| 4-3-2020                                                                     | Parchal                                                                      | Nuova Zelanda                                                                | 1 – 1                                                                        | Belgio                                                                       | Algarve Cup 2020 - 1º turno                                                  | 1                                                                            | 90’                                                                          |
| 7-3-2020                                                                     | Parchal                                                                      | Nuova Zelanda                                                                | 0 – 3                                                                        | Italia                                                                       | Algarve Cup 2020 - Semifinale                                                | -                                                                            | 74’                                                                          |
| 10-3-2020                                                                    | Faro                                                                         | Nuova Zelanda                                                                | 1 – 2                                                                        | Norvegia                                                                     | Algarve Cup 2020 - Finale 3º posto                                           | 1                                                                            | 81’                                                                          |
| 18-2-2022                                                                    | Pasadena                                                                     | Islanda                                                                      | 1 – 0                                                                        | Nuova Zelanda                                                                | SheBelieves Cup 2022                                                         | -                                                                            | 56’                                                                          |
| 20-2-2022                                                                    | Los Angeles                                                                  | Stati Uniti                                                                  | 5 – 0                                                                        | Nuova Zelanda                                                                | SheBelieves Cup 2022                                                         | -                                                                            | 73’                                                                          |
| 24-2-2022                                                                    | San Diego                                                                    | Nuova Zelanda                                                                | 0 – 0                                                                        | Rep. Ceca                                                                    | SheBelieves Cup 2022                                                         | -                                                                            | 62’                                                                          |
| 8-4-2022                                                                     | Brisbane                                                                     | Australia                                                                    | 2 – 1                                                                        | Nuova Zelanda                                                                | Amichevole                                                                   | -                                                                            |                                                                              |
| 13-4-2022                                                                    | Canberra                                                                     | Australia                                                                    | 3 – 1                                                                        | Nuova Zelanda                                                                | Amichevole                                                                   | 1                                                                            | 80’                                                                          |
| 25-6-2022                                                                    | Oslo                                                                         | Norvegia                                                                     | 2 – 0                                                                        | Nuova Zelanda                                                                | Amichevole                                                                   | -                                                                            | 63’                                                                          |
| 28-6-2022                                                                    | Llanelli                                                                     | Galles                                                                       | 0 – 0                                                                        | Nuova Zelanda                                                                | Amichevole                                                                   | -                                                                            | 65’                                                                          |
| 11-10-2022                                                                   | Yokohama                                                                     | Giappone                                                                     | 2 – 0                                                                        | Nuova Zelanda                                                                | Amichevole                                                                   | -                                                                            | 58’                                                                          |
| 17-2-2023                                                                    | Christchurch                                                                 | Nuova Zelanda                                                                | 0 – 5                                                                        | Portogallo                                                                   | Amichevole                                                                   | -                                                                            | 64’                                                                          |
| 20-2-2023                                                                    | Lower Hutt                                                                   | Nuova Zelanda                                                                | 0 – 2                                                                        | Camerun                                                                      | Amichevole                                                                   | -                                                                            | 75’                                                                          |
| 23-2-2023                                                                    | North Shore                                                                  | Nuova Zelanda                                                                | 0 – 1                                                                        | Argentina                                                                    | Amichevole                                                                   | -                                                                            | 80’                                                                          |
| 7-4-2023                                                                     | Tauranga                                                                     | Nuova Zelanda                                                                | 1 – 1                                                                        | Islanda                                                                      | Amichevole                                                                   | 1                                                                            | 69’                                                                          |
| 11-4-2023                                                                    | Hamilton                                                                     | Nuova Zelanda                                                                | 0 – 3                                                                        | Nigeria                                                                      | Amichevole                                                                   | -                                                                            | 84’                                                                          |
| 10-7-2023                                                                    | Napier                                                                       | Nuova Zelanda                                                                | 2 – 0                                                                        | Vietnam                                                                      | Amichevole                                                                   | -                                                                            | 68’                                                                          |
| 20-8-2023                                                                    | Auckland                                                                     | Nuova Zelanda                                                                | 1 – 0                                                                        | Norvegia                                                                     | Mondiali 2023 - 1º turno                                                     | 1                                                                            | 87’                                                                          |
| 25-8-2023                                                                    | Wellington                                                                   | Nuova Zelanda                                                                | 0 – 1                                                                        | Filippine                                                                    | Mondiali 2023 - 1º turno                                                     | -                                                                            | 41’                                                                          |
| 30-8-2023                                                                    | Dunedin                                                                      | Svizzera                                                                     | 0 – 0                                                                        | Nuova Zelanda                                                                | Mondiali 2023 - 1º turno                                                     | -                                                                            | 82’                                                                          |
| 24-9-2023                                                                    | Santiago del Cile                                                            | Cile                                                                         | 3 – 0                                                                        | Nuova Zelanda                                                                | Amichevole                                                                   | -                                                                            | 54’                                                                          |
| 11-2-2024                                                                    | Port Vila                                                                    | Vanuatu                                                                      | 0 – 5                                                                        | Nuova Zelanda                                                                | Qual. Olimpiadi 2024                                                         | 1                                                                            | 65’                                                                          |
| 15-2-2024                                                                    | Auckland                                                                     | Nuova Zelanda                                                                | 7 – 1                                                                        | Figi                                                                         | Qual. Olimpiadi 2024                                                         | 1                                                                            | 66’                                                                          |
| 19-2-2024                                                                    | Honiara                                                                      | Isole Salomone                                                               | 1 – 11                                                                       | Nuova Zelanda                                                                | Qual. Olimpiadi 2024                                                         | 2                                                                            | 68’                                                                          |
| Totale                                                                       |                                                                              | Presenze                                                                     | 51                                                                           |                                                                              | Reti                                                                         | 27                                                                           |                                                                              |

## Palmarès

### Nazionale
- Coppa delle nazioni oceaniane femminile: 1

2010
- Campionato oceaniano femminile Under 20 di calcio: 2

2010, 2012